# 直布罗陀博物馆
直布罗陀博物馆，位于直布罗陀中部，为一公立博物馆，主要收藏直布罗陀历史、文化、博物学等方面的藏品。直布罗陀博物馆于1930年成立。